# Naissance en 1097
Naissance
- 1093
- 1094
- 1095
- 1096
- 1097
- 1098
- 1099
- 1100
- 1101

Cette page dresse une liste de personnalités nées au cours de l'année 1097 :

## En Europe
- Cécile de France, fille de Philippe Ier, roi de France et de Bertrade de Montfort.

## En Asie
- Najib Sohrawardi, soufiste persan.
- Alp Arslan, émir seldjoukide d'Alep.
- Fujiwara no Tadamichi, membre du puissant clan Fujiwara et poète.
- Zhang Jun (en), chancelier chinois.

## Crédit d'auteurs
- Cet article est partiellement ou en totalité issu de l'article intitulé « 1097 » (voir la liste des auteurs).